# 波利腔吻鱈
波利腔吻鱈，為輻鰭魚綱鱈形目鼠尾鱈科的其中一種，分布於東南大西洋安哥拉至納米比亞海域，屬深海底棲性魚類，深度155-360公尺，體長可達30公分，棲息在底中層水域，生活習性不明。